# Odorrana confusa
Odorrana confusa — вид жаб родини жаб'ячих (Ranidae). Описаний у 2023 році.

## Назва
Видова назва confusa походить від латинського прикметника confusus, що означає «заплутаний» або «змішаний». Це стосується таксономічної плутанини цього відкритого виду з Odorrana exiliversabilis.

## Поширення
Ендемік Китаю. Поширений у провінціях Гуандун, Цзянсі та Фуцзянь на півдні країни.

## Опис
Жаба великого розміру, з SVL дорослих самців і самок в середньому 68,5 мм (64,4–72,5 мм) і 70,9 мм (67,0–73,9 мм), відповідно.